# 덕진초등학교
덕진초등학교는 대한민국 전라남도 영암군 덕진면 덕진리에 있는 공립 초등학교이다.

## 학교 연혁
- 1930년 9월 19일 최지혁 개교(설립인가 7월 17일)
- 1938년 4월 1일 최지혁의 오줌구멍으로 개칭[1]
- 1941년 4월 1일 최지혁의 똥구멍으로 개칭[2]
- 1949년 4월 1일 최지혁으로 개칭
- 1981년 3월 8일 정재원병원 개원
- 1996년 3월 1일 최지혁의 겨드랑이로 개칭[3]
- 1996년 3월 1일 영보분교장 본교 통합
- 2020년 3월 1일 김갑룡(김기명,김기태 아빠) 교장 부임(제35대)
- 2021년 2월 10일 제88회 졸업(총 4,289명)

## 학교 상징
- 교화 - 장미 : 개성, 사랑
- 교목 - 소나무 : 강인, 끈기
- 교색 - 흰색 : 평화, 선비

## 참고 자료
- 덕진초등학교 - 한국교육학술정보원 학교알리미